# Pro-Rock
Pro-Rock var det svenska punkbandet Ebba Gröns andra singel, släppt på Mistlur Records år 1978.

## Låtlista
1. "Mona Tumbas Slim Club"
2. "Tyst för fan"